# Lophotyna albirena
Lophotyna albirena là một loài bướm đêm trong họ Noctuidae.